# Hélcio Pereira Fortes
Hélcio Pereira Fortes (Ouro Preto, Minas Gerais, 24 de janeiro de 1948 - São Paulo, 31 de janeiro de 1972) foi dirigente da Ação Libertadora Nacional (ALN). Antes disso, participava das atividades culturais de sua cidade, escreveu em jornais, promoveu jograis, criou e difundiu peças teatrais. Era colaborador assíduo do Jornal de Outro Preto e da Voz do GLTA (Grêmio Literário Tristão de Ataíde, criado em 1938, em Ouro Preto, Minas Gerais).
É um dos casos investigados pela Comissão da Verdade, colegiado instituído pelo governo brasileiro responsável por apurar mortes e desaparecimentos no país entre 18 de setembro de 1946 e 5 de outubro de 1988 e com foco na ditadura militar brasileira (1964-1985). Hélcio fez parte do Partido Comunista Brasileiro e viveu na clandestinidade enquanto perseguido.

## Biografia
Nascido em Ouro Preto (MG), Hélcio Pereira Fortes é filho de José Ovídio Fortes e Alice Pereira Fortes. Hélcio passou a infância e a juventude em sua cidade natal. Apesar da pouca idade, manifestou interesse por questões políticas e sociais do Brasil. Além disso, marcou presença também em todos os eventos e manifestações culturais de sua época. Fez parte do grupo de estudantes Grêmio Literário Tristão de Athayde (GLTA), equipamento cultural e centro de formação artístico-literária, em Ouro Preto. Manteve participação ativa no movimento estudantil secundarista, especialmente no movimento estudantil técnico-industrial.
Estudou o Curso Primário no Grupo Escolar D. Pedro ll e terminou o ginásio no Colégio Arquidiocesano, aos 13 anos de idade, ingressando na Escola Técnica Federal. Era um amante da literatura, da cinema e do teatro. Escreveu em jornais, peças teatrais e promoveu jograis. Foi redator do Jornal de Ouro Preto e da Voz do GLTA. Fundou o Cineclube de Ouro Preto. Como ativista político, atuou na União Colegial Ouropretense e na Escola Técnica Federal. Ingressou na Escola de Metalurgia, mas não chegou a concluir o curso. Desde 1963 era ligado ao PCB, sendo considerado a principal liderança do partido, tanto entre estudantes quanto entre os operários, especialmente no bairro operário de Saramenha, próximo à metalúrgica Alcan. Logo após abril de 1964, mês em que se iniciou a ditadura militar brasileiro, passou e conviver com a ameaça da ditadura e a viver na clandestinidade. Inicialmente, passou a morar em Belo Horizonte, local onde integrou o Comitê Municipal do PCB.
Hélcio foi um dos principais dirigentes da corrente Minas Gerais. Lá, atuava juntamente com os metalúrgicos e assessorava as Comissões de Fábrica da Belgo Mineira, da Mannesmann, da Mafersa e da RCA. Pela posição que desempenhava, teve um papel muito importante na guerra dos metalúrgicos em 1968, paralisações operárias por melhores condições e em resistência à ditadura. Em abril de 1969, foi ferido durante um confronto policial, e como muitos militantes foram presos na operação, decidiu transferir-se para o Rio de Janeiro. Na capital fluminense, passou a pertencer ao comando geral da Ação Libertadora Nacional (ALN). Após as mortes de Carlos Marighella e Joaquim Câmara Ferreira, Hélcio se tornou um dos comandantes da entidade, se tornando um dos militantes mais procurados pelo regime civil-militar.
Durante a trajetória política, Hélcio Pereira Fortes foi muitas vezes referenciado como exemplo de militância e resistência. O jovem mineiro foi indiciado como foragido em quatro inquéritos policias militares, produzidos pelo DOPS/MG, que averiguou as ações da Corrente Revolucionária de Minas Gerais. Seu nome, inclusive, fez parte da Auditoria da 4ª Circunscrição Judiciária Militar por conta de serviços clandestinos.

## Morte
Mesmo na clandestinidade, escrevia cartas à família, em que expressava sua saudade e as razões que o levaram a optar pela luta armada. Sua última mensagem foi no Natal de 1971. Com a repressão aumentando a cada instante, Hélcio foi obrigado a deixar o estado em que nasceu. Em 22 de janeiro de 1972, foi preso no Rio de Janeiro. Hélcio passou pelo DOI-CODI do Rio de Janeiro e foi levado para o DOI-CODI de São Paulo, onde foi morto vítima de diversas torturas pelas equipes policiais no dia 28 de janeiro. A violência corporal aconteceu durante vários dias consecutvios. A versão oficial do regime conta que o rapaz de 24 anos foi morto ao tentar resistir à prisão quando se encontrava na Avenida Bandeirante, vindo da Rodoviária de São Paulo. Entretanto, foram localizados depoimentos policiais prestados por Hélcio que confirmam sua prisão. Além disso, alguns presos políticos do Rio de Janeiro e São Paulo denunciaram a sua prisão nos DOI-CODIs das duas cidades e comprovaram seu assassinato sob tortura. Os órgãos de segurança o acusavam de participação em várias ações armadas, inclusive de um assalto à Casa de Saúde Dr. Eiras, que resultou em mortes de três vigilantes de segurança.
A requisição de exame ao IML/SP informa que “após travar violento tiroteio com os agentes dos órgãos de segurança, foi ferido e, em consequência, veio a falecer”. Os legistas Isaac Abramovitc e Lenilso Tabosa Pessoa definiram como causa da morte anemia aguda traumática. A versão oficial distribuída à imprensa informava que ele tentara fugir dentro da rodoviária de São Paulo, morrendo ao resistir à prisão. No entanto, os documentos do IML e a certidão de óbito informam que o óbito ocorreu em outro local: Avenida Bandeirantes, esquina com Rua Jurupis.
Os ferimentos vão no orifício de entrada no canto externo do supercílio esquerdo e saída no ramo direito da mandíbula, após transfixar o olho esquerdo. Um tiro com tal trajetória, de cima para baixo, e ligeiramente de frente para trás, se disparado a média ou curta distância, caracteriza execução. Na autópsia, encontrada no IML ainda é possível encontrar um "T" em vermelho, de terrorista, caracterizando o militante como perseguido político.
No dia 1º de fevereiro, os jornais publicaram que de acordo com os órgãos repressores, Hélcio havia sido morto durante um tiroteio em uma tentativa de fuga. Seu corpo pode ser visto sendo retirado de dentro do DOI-CODI. Documentos do DOPS encontrados no Paraná diziam que “encaminhamento 087/72/CO/DR-PR. Origem CE/ADF. Morto em São Paulo, ao tentar fugir da prisão, conforme recorte do jornal O Globo e da Folha de S.Paulo, de 4 de janeiro de 1972, consta que o fichado foi reconhecido pelos órgãos de segurança". No relatório da Aeronáutica pode-se ler “faleceu no dia 28 de janeiro de 1972, ao dar entrada no Hospital das Clínicas em São Paulo, após travar tiroteio com agentes de segurança que o perseguiam”, já no da Marinha consta que o mesmo foi “morto no dia 28 de janeiro de 1972, em tiroteio com agentes de segurança ao tentar fugir em um fusca após estabelecer contato com o companheiro”.
Segundo depoimento de seu irmão, Gélcio, a família tomou conhecimento de sua morte, no mesmo dia, pela televisão. Imediatamente dirigiu-se para São Paulo, mas o corpo já estava enterrado no cemitério Dom Bosco, no bairro de Perus. Em 1975, depois de alguns anos de luta, conseguiram retirar os restos mortais do jornalista, que foram transferidos para sua cidade natal, Ouro Preto. O enterro aconteceu em um jazigo na Igreja São José.
Em função das contradições e dos depoimentos colhidos, o relator pediu o deferimento, concluindo que ficou demonstrada a farsa de morte em consequência de tiroteio, sendo o caso 70/96 deferido por unanimidade em 8 de fevereiro de 1996.

## Investigação e Denúncias
Devido à ação da Comissão da verdade, diversas denúncias e investigações foram abertas sobre casos de morte, desaparecimento e tortura, durante os anos da Ditadura Militar Brasileira. Muitos destes casos apenas tiveram alguma espécie de resolução anos após o fim da ditadura, entre eles o caso de Hélcio. Uma denúncia aberta em 2014 na Procuradoria da República em São Paulo acusa o delegado Dirceu Gravina, conhecido na época como J.C. ou Jesus Cristo, os militares Aparecido Laertes Calandra, ou Capitão Ubirajara e Carlos Alberto Brilhante Ustra, o Major Tibiraçá, de sequestrar, torturar e matar Hélcio Pereira Fortes. Além de também mentir em documentos oficiais para alterar as circunstâncias e os motivos da morte.[carece de fontes?]
A testemunha Darci Toshiko Miyaki, militante da ALN, foi uma peça importantíssima para a resolução do caso. Ela iria se encontrar com Hélio e com outros membros da ALN no dia 25 de Janeiro de 1972. Mas foram surpreendidos e presos antes que a reunião pudesse acontecer.  Ela afirmou que ambos foram extremamente torturados e que, mesmo com a cabeça coberta por um capuz, conseguiu reconhecer Hélio no transporte do Rio de Janeiro para São Paulo. De acordo com Darci, ele estava magro e mal conseguia se manter em pé. Ainda segundo o documento: "Narra a testemunha que ambos foram colocados em uma viatura C-14 e conduzidos a São Paulo por uma equipe de agentes, dos quais se recorda de um torturador cujo nome era “Dr. Roberto”, acreditando se tratar do capitão do Exército Aílton Guimarães Jorge. Dentro do veículo, Hélcio foi colocado na parte traseira, conhecida por “chiqueirinho” e Darci ficou na parte dianteira entre dois agentes. Disse que durante o trajeto os agentes perguntavam se ela e Hélcio, que estava lá atrás, não queriam beber água. De acordo com Darci, em determinado momento, a viatura parou para os agentes almoçarem, oportunidade em que conseguiu ouvir pelo rádio do carro que era dia 28 de janeiro de 1972."
Chegaram em São Paulo por volta das 14 horas e foram levados às salas de interrogação. Lá foram torturados durante horas. Darci afirmou conseguir ouvir os gritos de Hélio quando suas próprias torturas eram interrompidas. Um dos militares a disse que o homem estava sendo empalado, técnica de tortura que consiste na inserção de uma estaca através do ânus do torturado. Também de acordo com os depoimentos de Darci, acredita-se que Hélio foi executado entre os dias 30 a 31 de janeiro de 1972. Ao ser levada para a "solitária", o carcereiro lhe disse que um cadáver acabara de ser retirado do lugar. Além disso, ela não escutou mais os gritos de seu colega da ANL.
Os crimes foram considerados parte de um ataque generalizado à população brasileira com a finalidade de manter o poder usurpado pelos militares, em 1964. Assim a motivação para a tortura e para o assassinato foi nomeada como "torpe" de acordo com a Procuradoria da República. Por fim, o homicídio foi definido como triplamente qualificado. O crime conta com os agravantes de a vítima estar impossibilitada de se defender, uma vez que, estava preso e debilitado, pela tortura executada antes do assassinato e por conta do motivo torpe.

### Carlos Alberto Brilhante Ustra
Em síntese, por ser comandante do Destacamento de Operações de Informações do II Exército (DOI),Ustra era quem dava todas as ordens aos demais militares, e com eles realizava reuniões diárias, para que lhe fossem repassadas as informações que haviam extraído dos presos políticos, por meio da prática de tortura. Sua tarefa era extrair o maior número de informações dos presos políticos que eram contrários ao regime militar, e que lá eram simultaneamente interrogados e torturados, muitos deles, até a morte. O que, com a Comissão da Verdade o fez ser responsável por 10 desaparecimentos e mais de 30 mortes. Em alguns casos, Ustra fazia questão de torturar os presos, sendo que foi o torturador de personalidades como Dilma Roussef. Em 2008, por decisão em primeira instância do juiz Gustavo Santini Teodoro, da 23ª Vara Cível de São Paulo, o coronel Ustra tornou-se o primeiro oficial condenado em ação declaratória por sequestro e tortura, mais de trinta anos depois de fatos ocorridos durante a ditadura militar.

## Homenagens
Em homenagem a sua história e luta durante o regime de ditadura militar, a cidade de Belo Horizonte deu o nome de Hélcio a uma rua no bairro de Lagoa. Hélcio também ganhou uma rua com seu nome no bairro Paciência no Rio de Janeiro.
Em 2017, na Fundação Leonel Brizola – Alberto Pasqualini, localizada no Centro do Rio de Janeiro, aconteceu o lançamento do livro Hélcio, a trajetória de um revolucionário. O evento, organizado pela Comissão Pró Anistia do Partido Democrático Trabalhista (PDT), contou com a participação do Movimento de Apoio aos Anistiados e Anistiandos. O livro foi organizado por Délcio Fortes, irmão de Hélcio, e reúne depoimentos de vários militantes que conviveram com ele. O evento foi coordenado por Adail Ivan de Lemos e Maria José Latge Kwamme.
Além disso, no mesmo ano, três cemitérios de São Paulo ganharam placas para homenagear as vítimas da Ditadura Militar que foram sepultadas nos cemitérios municipais da cidade entre os anos de 1969 e 1979. Além dos nomes nas placas, houve também o plantio de árvores de Ipês nesses lugares.
O primeiro a receber a homenagem foi o Cemitério Dom Bosco, seguido do de Campo Grande e, por fim, o de Vila Formosa. O projeto, que contemplou o nome de Hélcio Pereira Fortes, foi uma parceria entre três secretarias: a de Direitos Humanos e Cidadania (SMDHC), a do Verde e Meio Ambiente (SVMA) e a do Serviço Funerário do Município de São Paulo (SFMSP).

## Comissão Nacional da Verdade
Segundo as conclusões da Comissão Nacional da Verdade, após as investigações realizadas, foi concluído que o militante mineiro Hélcio Pereira Fortes foi preso, torturado e morto por agentes do Estado brasileiro.